# 杏林在線
《杏林在線》是由now TVnow新聞台製作的醫學專題節目，與香港大學李嘉誠醫學院及香港中文大學醫學院合作，裝置視像連線系統，採訪團隊每星期走訪各醫院的手術室及實驗室，深度探討不同的醫學問題，以及介紹各種醫療新科技，請來專家剖析和真實個案分享。節目亦會與醫院管理局、衛生署、浸會大學中醫藥學院、香港醫院藥劑師學會等合作，討論當日醫療專題及分析各類型醫學報告。now新聞台的醫學顧問每集亦會為觀眾解答疑難。
此節目現時分別提供十分鐘版及半小時版，其中十分鐘版分別於now新聞台、now財經台（只限非港股交易日）及now.com播出，而半小時版則只於now財經台、ViuTV及Now直播台播放。
半小時版節目主要整合該星期十分鐘版播出的兩集內容，第一部分與now新聞台播出之星期五內容相同，會有由now新聞台記者負責的醫學專題報道；第二部分與now新聞台播出之星期一內容相同，會有主持與嘉賓探討醫學專題；另外星期四於Now新聞台的新聞時段內獨立環節節目《健康1分鐘+》，並於半小時版結尾播出。
香港其他電視台同類節目有無綫電視的《最強生命線》及有線電視的《至Fit男女》。

## 節目歷史
- 2007年10月24日起，節目於now寬頻電視now新聞台開始製作及播放，當時為《時事8點鐘》的環節節目，並於多個時段重播。

## 播出時段

### 十分鐘版
Now新聞台
- （一）：星期一21:15-21:30；星期二16:20-16:30與16:50-17:00；星期六10:15-10:30與10:45-11:00；星期日21:15-21:30。
- （二）：星期五21:15-21:30；星期日10:15-10:30、10:45-11:00與21:45-22:00；下星期一16:20-16:30與16:50-17:00。
- 如節目首播當晚有特別新聞事件需直播，會暫停播映以便報道相關消息，而首個重播時段（即（一）星期二16:20-16:30／（二）星期日10:15-10:30）會改為首播該集節目。

Now財經台（與Now新聞台聯播）
- 16:20-16:30與16:50-17:00（星期一及二公眾假期）；21:15-21:30（星期一及五：公眾假期以及港股因風暴或暴雨關係全日休市）。

### 半小時版
- ViuTV：星期五17:30-18:00。
- Now財經台：星期六22:30-23:00、星期日02:30-03:00與04:30-05:00。
- Now直播台：星期日00:00-00:30與03:30-04:00。

## 歷任主持／記者
- 吳宛漫（現任）
- 張淑嫻（現任）
- 鄧子謙（現任）
- 王佩晴（現任）
- Now新聞台 主播／《經緯線》記者
- 何綻苗
- 張聲慧
- 陳凱欣
- 簡學悕
- 譚以和
- 何海凌
- 朱慕霞
- 王建芳
- 蔡惠宏

## 獎項

### 電視節目欣賞指數調查
| 年份   | 名次   | 平均欣賞指數 | 平均認知率 |
| ------ | ------ | ------------ | ---------- |
| 2016年 | 第51位 | 70.47        | 12.7%      |
| 2017年 | 第17位 | 73.46        | 14.6%      |
| 2018年 | 第45位 | 71.16        | 18.2%      |

## 外部連結
- now新聞節目寫「方便麪」　網民鬧爆後改回「即食麵」 ， 香港01，2016-06-01
- Now TV、ViuTV - 杏林在線 - 讀寫障礙症 （页面存档备份，存于），博思會，2017-02-11

- ViuTV網站 - 杏林在線（半小時版）（只提供最近三個月集數）
- now.com - 杏林在線（十分鐘版） （页面存档备份，存于）
- YouTube上的醫療節目：杏林在線 - 01播放列表
- YouTube上的醫療節目：杏林在線 - 02播放列表